# Naturpark Hohe Mark
Der Naturpark Hohe Mark wurde 1963 gegründet und zählt mit 1978 Quadratkilometern Fläche zu den größten Naturparks in Nordrhein-Westfalen.

## Geografie

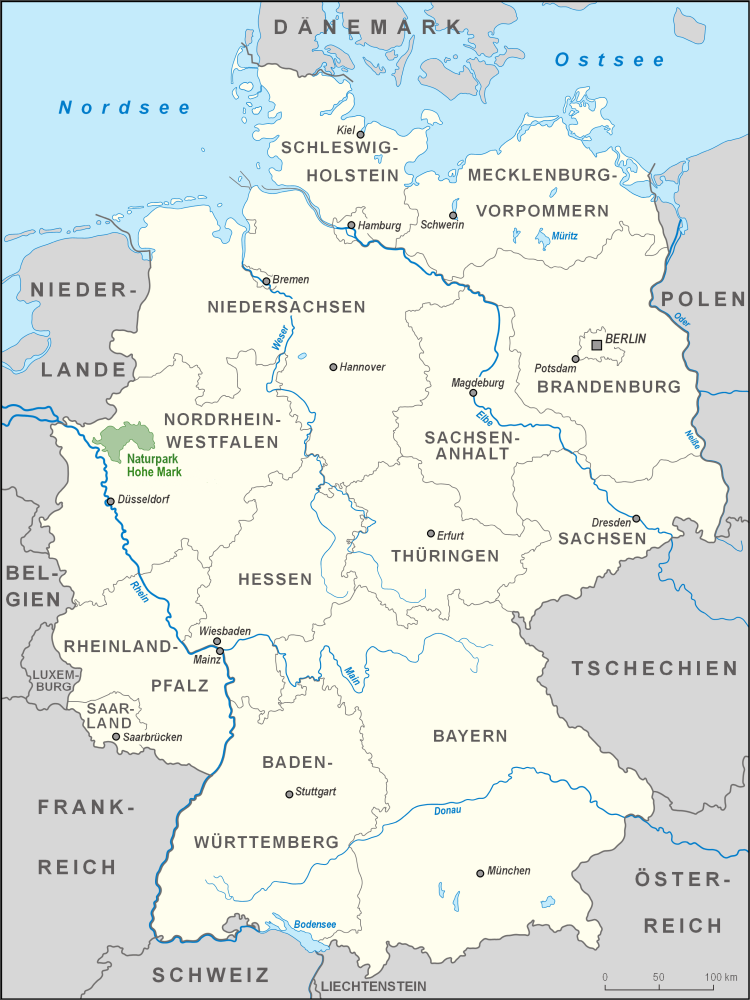
Lage des Naturparkes in Deutschland

### Lage
Der Naturpark Hohe Mark reicht von Bocholt und Wesel im Westen bis nach Datteln und Lüdinghausen im Osten, von Bottrop und Oberhausen im Süden bis nach Gescher im Norden. Er überdeckt Teile des Niederrheins, des südwestlichen Münsterlandes sowie des nördlichen Ruhrgebietes. Im Bereich der Städte Isselburg, Bocholt und Rhede grenzt der Naturpark an die Niederlande. Folgende Städte und Gemeinden liegen teilweise innerhalb des Naturparks Hohe Mark: Borken, Bottrop, Coesfeld, Datteln, Dinslaken, Dorsten, Dülmen, Gescher, Hamminkeln, Lüdinghausen, Marl, Nottuln, Oberhausen, Oer-Erkenschwick, Olfen, Velen und Wesel.
Vollständig oder fast vollständig im Naturpark liegen die Städte und Gemeinden Bocholt, Haltern am See, Heiden, Hünxe, Isselburg, Raesfeld, Reken, Rhede und Schermbeck.

### Landschaft
Der Naturpark zeichnet sich durch eine überraschende Vielfalt an Landschaftsformen aus. Im Nordosten dominiert die Parklandschaft des Münsterlandes mit seiner vielfältigen Mischung aus Wiesen, Weiden, Äckern, Mooren und vereinzelten Waldstücken, Richtung Süden schließt sich daran die sogenannte Waldlandschaft des Naturparks an – ein zerfurchter Bereich, mit den Waldgebirgen Hohe Mark (Kern des Naturparks mit den Teil-Höhenzügen Rekener Berge und Die Berge), Haard und den Borkenberge, die auch unter der Bezeichnung Halterner Berge zusammengefasst werden. Größte Waldgebiete des niederrheinischen Teils des Naturparks sind der Dämmer Wald, die Üfter Mark, der Diersfordter Wald und das Waldgebiet Gartroper Busch-Hünxer Wald-Kirchheller Heide.
Die Niederungen der Lippe und des Halterner Mühlenbachs, verlängert um den Halterner Stausee und den Mündungslauf der Stever, die sogenannte Wasserlandschaft des Naturparks.
Die Industriegeschichte des Ruhrgebiets prägt die südliche Spitze des Naturparks. Tätigkeiten des Menschen wie Bergbau oder Sand- und Tongewinnung verändern die Folgelandschaft im Naturpark stetig.
Die Lippe verbindet den Ostteil, der naturräumlich zur Westfälischen Bucht gehört, mit dem niederrheinischen Tiefland im Westen. Hier senkt sich das Gelände in lokal teils bemerkenswerten Höhenunterschieden herab in die Flussniederungen von Lippe und Issel.
Der höchste Berg der Halterner Berge ist mit 156,9 m ü. NHN der Stimberg in der Haard. Kulturell bekannt und Wahrzeichen von Heiden ist das Hünengrab De Düwelsteene an der Südabdachung der Rekener Berge sowie das Naturdenkmal Femeiche in Erle.
Die Flüsse Bocholter Aa, Issel, Lippe und Stever durchfließen den Naturpark. Parallel zur Lippe verläuft der Wesel-Datteln-Kanal.
Die größten Seen im Naturpark sind der Halterner Stausee, Heidesee, Heidhofsee, Hullerner Stausee, Schwarzes Wasser und der Torfvennteich. Hier liegt auch die einst erste Westfälische Kormoran-Kolonie in der Heubachniederung bei Dülmen und die Graureiherkolonie auf der Overrather Insel im Halterner Stausee.
Die teils abgetorften Hochmoore Weißes Venn bei Haltern und Schwarzes Venn bei Heiden dienen heute teilweise als Truppenübungsgelände und Naturschutzgebiete.
Im Merfelder Bruch, einem feuchten Wald- und Wiesengebiet westlich von Dülmen, leben die Dülmener Wildpferde, eine der letzten sogenannten Wildpferdeherden Mitteleuropas.

## Verkehr
Im Naturpark sind zahlreiche Rad- und Reitwege sowie ein mehr als 3.000 km langes Wanderwegenetz ausgebaut. Zudem führt einer der größten Nordic-Walking-Parks in Nordrhein-Westfalen durch die Hohe Mark.
In Ost-West-Richtung verläuft die B 58 von Lüdinghausen über Haltern am See nach Wesel. In Nord-Süd-Richtung verlaufen einige Eisenbahnstrecken und, von West nach Ost aufgezählt, die Bundesautobahnen A 3, A 31, und A 43.

## Hohe-Mark-Steig
Der Naturpark ist seit 2021 um eine Qualitätswanderroute, den Hohe-Mark-Steig, erweitert. Er verläuft zwischen Wesel am Rhein und Olfen an der Lippe und hat eine Länge von 158 km. Die Idee für den Wanderweg hat ein Team aus Vertretern des Sauerländischen Gebirgsvereins e. V. (SGV), der Haard-Trapper Wanderfreunde Datteln 1986 e. V. und des Hohe Mark Tourismus e. V. ausgearbeitet. Die Infrastruktur des Wanderweges, der durch den Deutschen Wanderverband als Qualitätswanderweg zertifiziert worden ist, wurde bis Frühjahr 2021 vom Regionalverband Ruhr errichtet. Die Vermarktung erfolgt über den Naturpark Hohe Mark.

## Geologie

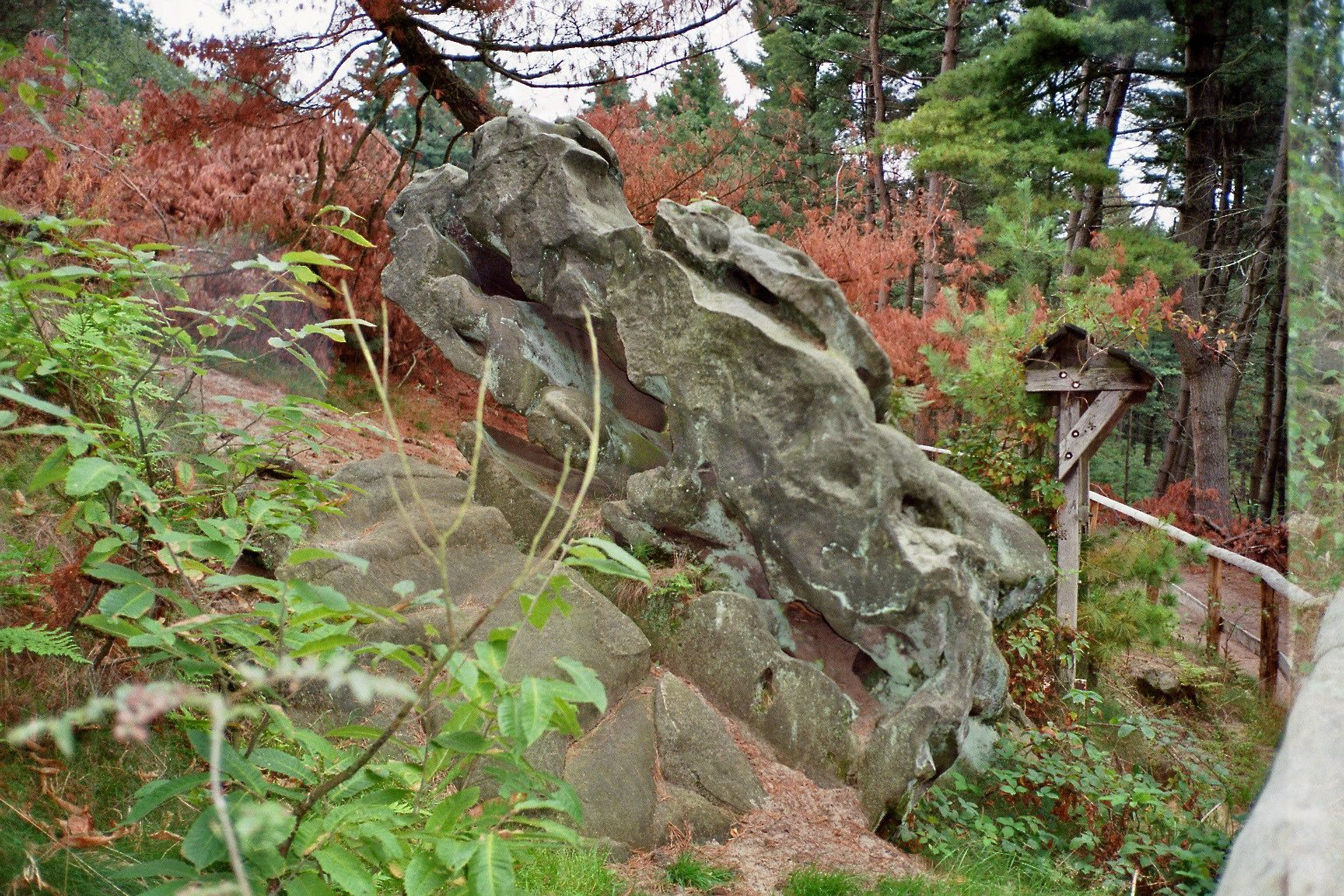
Schwartensandstein in der Haard am Stimberg, Oer-Erkenschwick

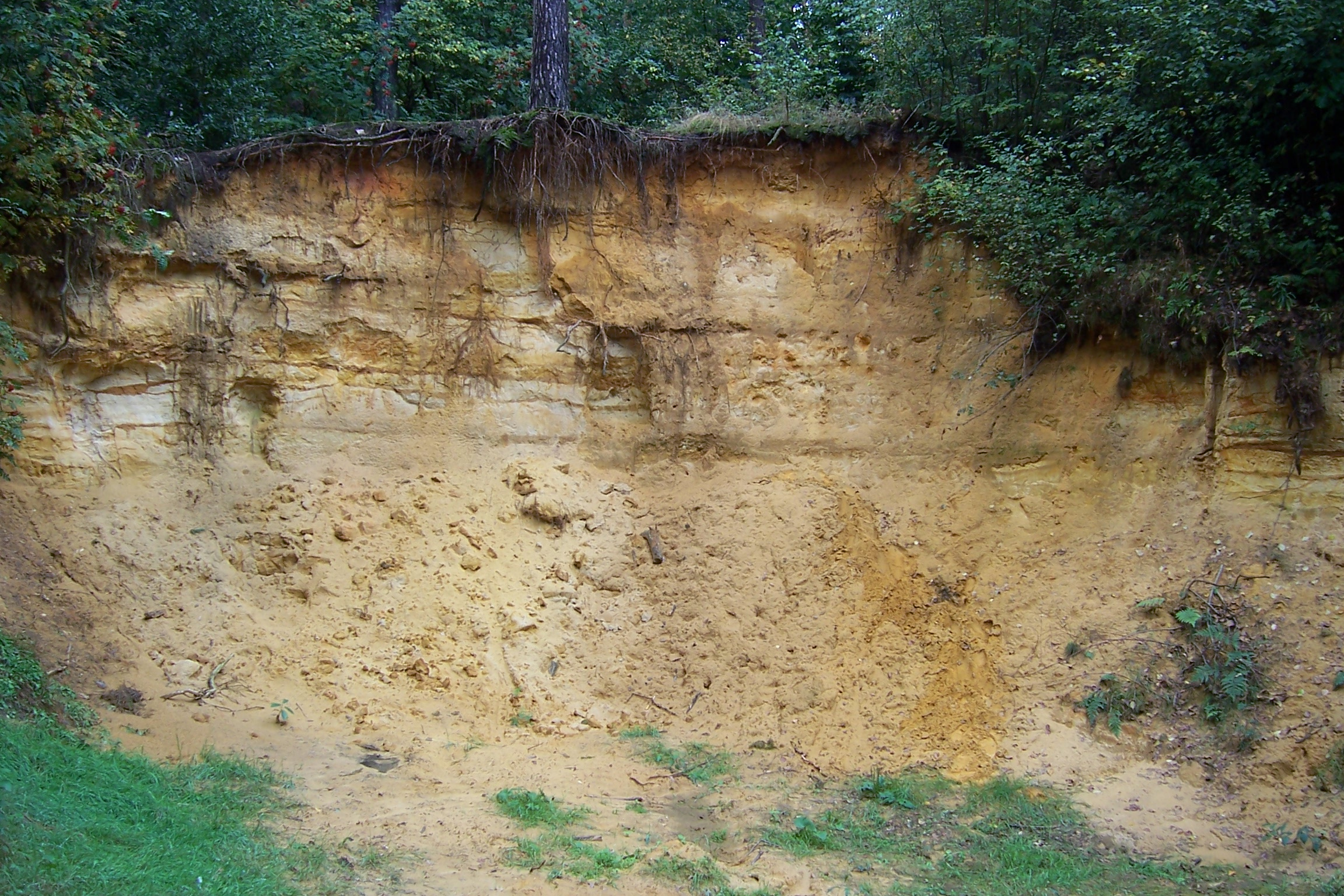
Sandabbruch nahe Reken

Diagenetisch verfestigte mittelkörnige kreidezeitliche Quarzsande, auch „Halterner Sande“ genannt, bauen das gesamte Hügelland der Hohen Mark auf. Am Stimberg in der Haard und am Opferstein in den Borkenbergen finden sich Felsbänke aus Sandstein, der durch eine Mischung von Kieselsäure und farbigen Eisenverbindungen zementiert ist. Dadurch entsteht der sogenannte Schwartensandstein, der je nach Grad der Zementation eine große Härte erreichen kann. Dieser Sandstein findet sich auch als Baumaterial in der Gegend (z. B. an der Pfarrkirche von Recklinghausen).
Außerdem zeigt dieses Material auf der sonnenzugewandten Seite das Phänomen des Wüstenlackes, welches man eigentlich nur in den großen Wüsten der Erde findet. Die Porosität des Schwartensandsteines nimmt Regenwasser sehr leicht auf. Bei Sonneneinstrahlung verdampft das Wasser wiederum und lässt die zuvor gelösten Eisenverbindungen auf der Oberfläche des Materials als schwarze Schicht zurück.